# Hyoseris scabra
Hyoseris scabra ist eine Pflanzenart aus der Gattung Hyoseris in der Familie der Korbblütler (Asteraceae).

## Merkmale
Hyoseris scabra ist ein einjähriger Rosetten-Therophyt, der eine Größe von 6 bis 12 Zentimeter erreicht. Die Laubblätter sind alle grundständig. Sie sind 40 bis 100 Millimeter lang und 3 bis 14 Millimeter breit, verkehrtlanzettlich-linealisch, schrotsägeförmig fiederschnittig und rauhaarig-mehlig.
Der Schaft ist aufsteigend oder niederliegend und unter den Köpfen verdickt. Die Hüllblätter sind 7 bis 10 Millimeter lang und aufrecht-zusammenneigend. Die äußeren sind zu fünft angeordnet, pfriemlich und klein, die inneren zu zehnt, kahl und lanzettlich. Die Früchte (Achänen) sind 7 bis 8 mm lang. Die äußeren Früchte sind zusammengedrückt und weisen einen Pappus aus kurzen Haaren auf. Die inneren dagegen sind stielrund, ihr Pappus besteht aus linealischen Schuppen.
Die Blütezeit reicht von Februar bis April.
Die Chromosomenzahl beträgt 2n = 16.

## Vorkommen
Hyoseris scabra kommt im Mittelmeerraum vor. Man findet sie in Marokko, Algerien, Tunesien, Libyen, Ägypten, Spanien, Gibraltar, Portugal, Frankreich, Italien, auf den Balearen, in Korsika, Sardinien, Sizilien, Malta, Kroatien, Bosnien-Herzegowina, Montenegro, Albanien, Griechenland, Kreta, Zypern, in der Ägäis, in der europäischen und asiatischen Türkei, Syrien, Libanon und in Israel.
Auf Kreta wächst die Art in Phrygana und küstennahem Brachland in Höhenlagen von 0 bis 1300 Meter vor.

## Belege
- Ralf Jahn, Peter Schönfelder: Exkursionsflora für Kreta. Mit Beiträgen von Alfred Mayer und Martin Scheuerer. Eugen Ulmer, Stuttgart (Hohenheim) 1995, ISBN 3-8001-3478-0, S. 332.